# Itanagra
Itanagra est une municipalité brésilienne de l'État de Bahia et la Microrégion de Catu.